# Farsz

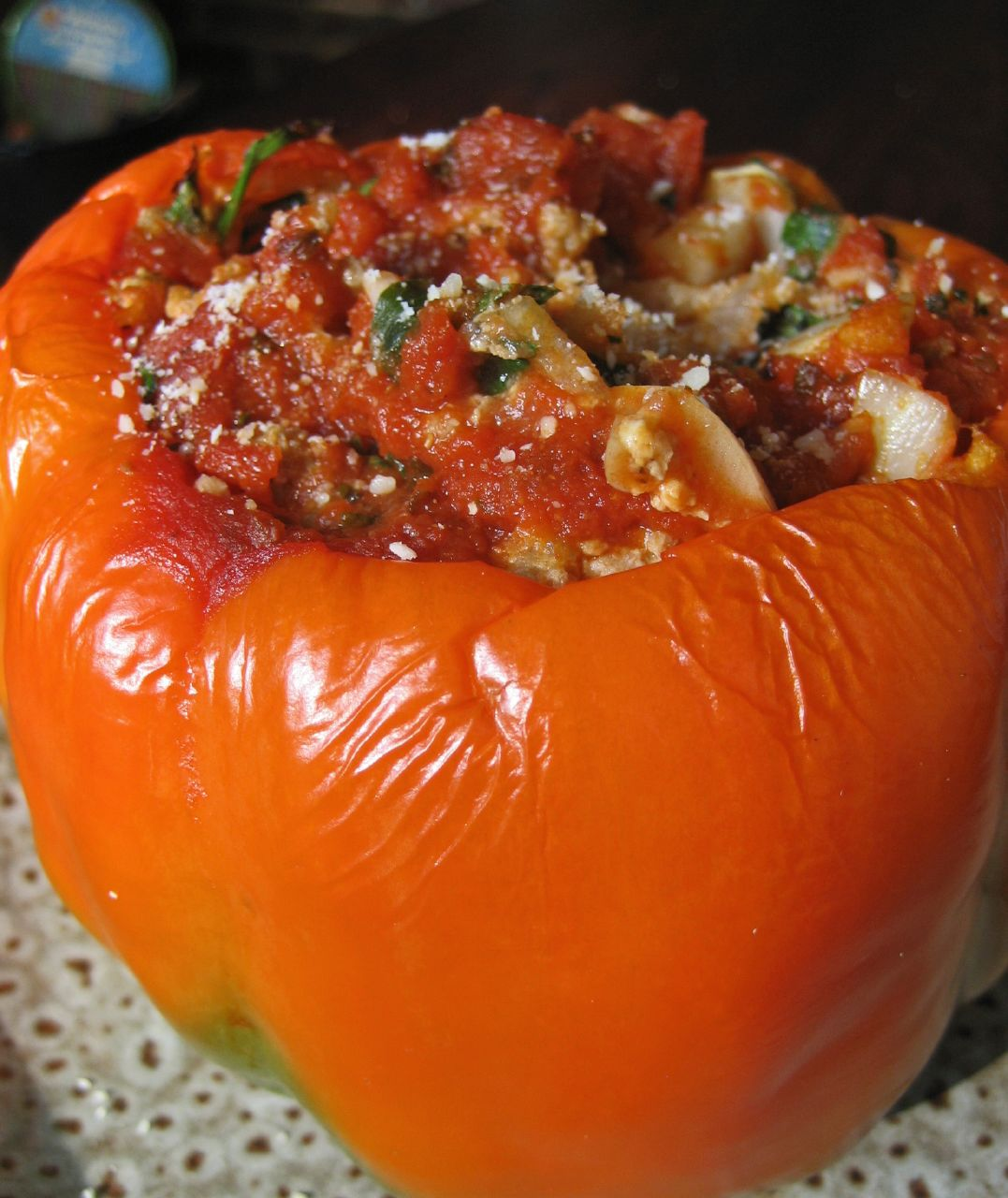
Faszerowana papryka

Farsz – masa mielona lub drobno siekana, używana do nadziewania mięs (w tym ryb), warzyw lub ciasta. Farsz przyrządzany jest zwykle z mielonego mięsa, kaszy lub moczonej bułki, jaj, grzybów, tłuszczu i przypraw.
Nakładanie farszu (nadziewanie potrawy farszem) to faszerowanie.